# Rezerwat przyrody Jezioro Świerszczów
Jezioro Świerszczów – florystyczny rezerwat przyrody znajdujący się w miejscowości Świerszczów w gminie Cyców, w powiecie łęczyńskim, w województwie lubelskim. Leży na terenie Nadleśnictwa Chełm.
- powierzchnia (według aktu powołującego): 46,08 ha
- rok utworzenia: 1959
- dokument powołujący: Zarządzenie Ministra Leśnictwa i Przemysłu Drzewnego z 5 listopada 1959 w sprawie uznania za rezerwat przyrody (MP nr 100, poz. 536, zm. MP z 1965 roku Nr 63 poz. 348).
- przedmiot ochrony (według aktu powołującego): zachowanie ze względów naukowych i dydaktycznych jeziora eutroficznego oraz reliktowej roślinności, m.in. wierzby lapońskiej (Salix lapponum) i wierzby borówkolistnej (Salix myrtilloides), występującej na torfowisku przyległym do jeziora.

W niewielkim jeziorze w centrum rezerwatu występuje osoka aloesowata (Stratiotes aloides) tworząca zwarty kobierzec, a także grzybienie białe (Nymphaea alba) i aldrowanda pęcherzykowata (Aldrovanda vesiculosa). Średnia głębokość wynosi 0,5 m, a maksymalna 1 m. Jezioro otacza pas torfowisk niskich i przejściowych. Na obrzeżach rezerwatu występują zbiorowiska leśne, na północy – olsy, a na południu grądy.